# كين كافانا
كين كافانا (بالإنجليزية: Ken Kavanagh)‏ مواليد 12 ديسمبر 1923 في ملبورن، هو متسابق دراجات نارية أسترالي سابق. نافس في سباقات بطولة العالم لفئة 500 سي سي ولفئة 350 سي سي ولفئة 250 سي سي ولفئة 125 سي سي ولفئة 50 سي سي. كما شارك في كأس جزيرة مان السياحية.

## روابط خارجية
- كين كافانا على موقع Racing-Reference.info (الإنجليزية)
- كين كافانا على موقع DriverDB.com (الإنجليزية)
- كين كافانا على موقع MotoGP.com (الإنجليزية)